# 萨吉尔迪汗
萨吉尔迪汗，达斡尔人传说的英雄。
相传为达斡尔人首领，英勇善战，多次迁徙，先从黑龙江北岸迁至南岸，后来从黑龙江上游渡江西去，他的后裔为今天达斡尔族的先人。所处时代说法不一，一说在唐朝，一说在清朝初年。